# Wei Xiaoyuan
Wei Xiaoyuan (xinès simplificat: 韦筱圆, pinyin: Wéi Xiǎoyuán; Guangxi, 25 d'agost de 2004) és una gimnasta artística xinesa. És més coneguda pel seu treball a les barres asimètriques, on ha estat dues vegades campiona del món (2021 i 2022), campiona asiàtica de 2022 i dues vegades medalla de plata nacional xinesa (2021, 2022). En l'exercici complet, és la campiona dels Jocs Nacionals de la Xina de 2021 i medalla de plata nacional de la Xina de 2020. A nivell júnior, va ser tres vegades medallista del Campionat del Món júnior i campiona general dels Jocs Nacionals de la Joventut de 2019.

## Carrera

### Júnior

#### 2018
Al febrer, Wei va competir al WOGA Classic als Estats Units on es va col·locar tretzena en l'exercici complet, però va registrar la tercera puntuació més alta a la barra d'equilibri. A l'abril va competir al Trofeu Ciutat de Jesolo 2018 a Itàlia, on es va col·locar setena a la barra d'equilibri i va ajudar a la Xina a situar-se en la cinquena posició a la competició per equips.
El mes següent, Wei va competir als campionats xinesos de nivell sènior representant la província de Guangxi. Va quedar catorzena en la classificació general i el seu equip va quedar onzè. Al juny, Wei va competir als Campionats Nacionals Júnior de la Xina on va acabar segona a la divisió de 14 anys i menors, darrere de Guan Chenchen. Durant les finals d'aparells va guanyar la plata en barres asimètriques darrere de Wang Jingying, va acabar setena a la barra d'equilibri i va guanyar l'or a l'exercici de terra.

#### 2019
Al març, Wei va competir al Trofeu Ciutat de Jesolo 2019, on es va situar en cinquè lloc en l'exercici complet, en barra d'equilibri i en exercici de terra i es va col·locar setena en barres asimètriques. Al maig va competir al campionat xinès on va quedar desena en la classificació general. Wei va ser seleccionada més tard per representar la Xina al Campionat del Món Júnior inaugural al costat d'Ou Yushan i Guan Chenchen. Allà va ajudar a la Xina a acabar segona a la final per equips, darrere de Rússia i per davant dels Estats Units. Individualment, Wei va acabar sisena en l'exercici complet i va guanyar dues medalles a les finals de l'aparells: plata a la barra d'equilibri darrere d'Elena Gerasimova i bronze a barres asimètriques darrere de Vladislava Urazova i Viktoria Listunova.
Va acabar la temporada competint als Jocs Nacionals de la Joventut on va guanyar l'or en el conjunt i en barres asimètriques per davant d'Ou Yushan, la plata a terra darrere d'Ou i el bronze a la final per equips, i va acabar setena en barra d'equilibri.

### Senior

#### 2020
A finals de gener es va anunciar que Wei faria el seu debut sènior a la Copa del Món d'Stuttgart que tindrà lloc al març. Va ser substituïda per Zhou Ruiyu; no obstant això, la Copa del Món d'Stuttgart es va cancel·lar més tard a causa de la pandèmia de coronavirus a Alemanya.
Al setembre, va competir als Campionats Nacionals ajornats. A la ronda de classificació, que també va servir com a final per equips, Wei va debutar amb rutines millorades en barres asimètriques, barra d'equilibri i exercici de terra per classificar-se en tercer lloc a la final general darrere de la defensora del títol Liu Tingting i la seva companya d'equip Junior Guan Chenchen. També es va classificar en segona posició a la final de la barra d'equilibri, per darrere de Guan i per davant de la campiona del món 2018 Liu, i en sisena posició a la final de barres asimètriques. Wei va liderar l'equip provincial de Guangxi fins a un vuitè lloc, aportant la màxima puntuació en tots els aparells.
A la final de l'exercici complet, Wei va millorar la seva classificació des de les qualificacions fins a guanyar la medalla de plata darrere de Liu malgrat una caiguda en la seva sèrie acrobàtica a la barra d'equilibri. Wei va registrar la puntuació més alta de barres desiguals i va empatar amb Qi Qi per a la puntuació general més alta del dia, però es va mantenir per darrere de Liu en el total combinat de dos dies. Wei va expressar la seva satisfacció per la seva actuació malgrat la caiguda de la biga i va dir que esperava aprendre el salt de Yurchenko (DTY) de doble torsió per millorar les seves possibilitats de formar part de l'equip xinès per als Jocs Olímpics d'estiu ajornats del 2020. Wei va repetir les seves posicions des de les classificacions a les finals d'aparells, col·locant-se sisena a les barres asimètriques i guanyant la plata a la barra darrere de Guan.

#### 2021
Wei va ser seleccionada per ser substituta als Jocs Olímpics d'estiu al costat de Luo Rui, He Licheng, Liu Tingting i Qi Qi.
Va competir als Jocs Nacionals celebrats al setembre, representant l'equip Guangxi. El seu equip provincial no va arribar a la final per equips, però Wei va aportar la puntuació més alta en els 4 aparells. Aleshores es va classificar per a la final de l'exercici complet en el segon lloc darrere d'Ou Yushan, la final de barres irregulars en segon lloc darrere de Fan Yilin i les finals de terra en el tercer lloc. Wei va guanyar l'or a l'exercici complet per menys de 0,100 punts per davant d'Ou Yushan i Luo Rui. També va rebre una medalla de bronze en barres asimètriques darrere de la dues vegades campiona del món i l'olímpica Lu Yufei. A causa d'una caiguda va quedar vuitena a la final de l'exercici de terra.
Aleshores, Wei va competir al Campionat del Món de 2021, va patir una caiguda a la barra i a l'exercici de terra, però es va classificar per a la final de l'exercici complet en setena posició i per a la final de barres asimètriques la segona, darrere de la brasilera Rebeca Andrade. A la final de l'exercici complet, va acabar sisena malgrat una caiguda a les barres asimètriques i un element repetit al terra. A les finals d'aparells, es va recuperar dels seus errors anteriors i va guanyar l'or a les barres asimètriques amb una puntuació de 14,733.

#### 2022
Wei va competir al Campionat asiàtics de 2022 al juny. Mentre allà va ajudar a la Xina a ocupar el primer lloc com a equip, amb la puntuació més alta de barres asimètriques de la trobada amb 15.000. Individualment va guanyar l'or a les barres asimètriques amb una puntuació de 14.767.
A continuació, Wei va competir al Campionat Nacional Xinès celebrat a Huanglong, Zhejiang. Es va classificar tant per a la final de barres asimètriques com per a l'exercici complet. A més, va ajudar el seu equip, la província de Guangxi, a aconseguir un quart lloc. A la final, Wei va millorar significativament i va aconseguir la tercera puntuació més alta de la nit. Després de combinar les puntuacions de les classificacions i les finals, Wei es va conformar amb el cinquè lloc al conjunt. A la final de barres asimètriques, Wei va competir amb èxit amb la seva rutina de nivell de dificultat 6,6 i va rebre la medalla de plata després de perdre un desempat davant la seva companya medallista del món 2021 Luo Rui amb una puntuació de 14,966.
Wei va competir al Campionat del Món de 2021 on es va classificar per a les finals de l'exercici complet i asimètriques. Va acabar sisena a l'exercici complet. A la final de barres asimètriques va competir en darrera posició i va aconseguir repetir el títol aconseguit l'any anterior amb una puntuació de 14,966 punts.

## Història competitiva
| Any                       | Esdeveniment                  | Equip  | AA     | VT     | UB     | BB     | FX     |
| Júnior                    | Júnior                        | Júnior | Júnior | Júnior | Júnior | Júnior | Júnior |
| ------------------------- | ----------------------------- | ------ | ------ | ------ | ------ | ------ | ------ |
| 2018                      | Clàssic WOGA                  |        | 13     |        |        |        |        |
| Trofeu Ciutat de Jesolo   | 5                             |        |        |        | 7      |        |        |
| Campionat Nacional        |                               | 14     |        |        |        |        |        |
| Campionat Nacional Júnior |                               | 2      |        | 2      | 7      | 1      |        |
| 2019                      | Trofeu Ciutat de Jesolo       |        | 5      |        | 7      | 5      | 5      |
| 2019                      | Campionat Nacional            |        | 10     |        |        |        |        |
| 2019                      | Campionat del món júnior      | 2      | 6      |        | 3      | 2      |        |
| 2019                      | Jocs Nacionals de la Joventut | 3      | 1      |        | 1      | 7      | 2      |
| Senior                    |                               |        |        |        |        |        |        |
| 2020                      | Campionat Nacional            | 8      | 2      |        | 6      | 2      |        |
| 2020                      | Campionat Nacional Individual |        | 2      |        | 1      | 2      | 4      |
| 2021                      | Campionat Nacional            | 10     | 7      |        | 2      |        |        |
| 2021                      | Jocs Nacionals                |        | 1      |        | 3      |        | 8      |
| 2021                      | Campionat del Món             |        | 6      |        | 1      |        |        |
| 2022                      |                               |        |        |        |        |        |        |
| Campionat d'Àsia          | 1                             |        |        | 1      |        |        |        |
| Campionat Nacional        | 4                             | 5      |        | 2      |        |        |        |
| Campionat del Món         | 6                             |        |        | 1      |        |        |        |